# النوبات الصرعية التالية للرض
النوبات الصرعية التالية للرض (PTS) هي نوبات ناتجة عن إصابات الدماغ الرضية (TBI)، وتلف الدماغ الناجم عن الصدمة الجسدية. قد تكون متلازمة النوبات الصرعية التالية للرض عامل خطر للإصابة بالصرع التالي للرض (PTE)، لكن ليس بالضرورة أن يكون الشخص الذي يعاني من نوبات صرعية تالية للرض مُصاب بالصرع التالي للرض، الذي يُعتبر شكلًا من أشكال الصرع، وهي حالة مزمنة تحدث فيها النوبات بشكل متكرر. ومع ذلك، يمكن استخدام «النوبات الصرعية التالية للرض» و«الصرع التالي للرض» بالتبادل في الأدبيات الطبية.
تكون عادةً النوبات الصرعية مؤشرًا على إصابة رضية شديدة للدماغ. قد تزيد النوبات التي تحدث بعد فترة وجيزة من إصابة الشخص برض في الدماغ من تلف الدماغ الموجود بشكل خفيف بالأصل. قد تقلل هذه النوبات أيضًا من كمية الأكسجين المتاحة للدماغ، وتتسبب في إطلاق الناقلات العصبية المستثيرة بشكل زائد، وتزيد من حاجة الدماغ الأيضية، وترفع الضغط داخل القحف، مما يساهم بشكل أكبر في الضرر الدماغي؛ لذلك يُعطى الأشخاص الذين يعانون من صدمة حادة في الرأس الأدوية المضادة للاختلاج كإجراء وقائي ضد النوبات.
يعاني حوالي 5-7% من الأشخاص الذين يدخلون المستشفى بإصابات الدماغ الرضية من نوبة واحدة على الأقل. من المرجح أن تحدث متلازمة النوبات التالية للصدمة في الإصابات الأكثر خطورة، وتزيد أنواع معينة من الإصابات من الخطر بشكل أكبر. يتراجع خطر إصابة الشخص بالنوبات الصرعية التالية للرض بشكل تدريجي مع مرور الوقت بعد الإصابة. ومع ذلك، قد يبقى الناجون من إصابات الدماغ الرضية معرضين للخطر لمدة تزيد عن 15 عامًا بعد الإصابة. يتعرضُ الأطفال وكبار السن لخطر أكبر للإصابة بالنوبات الصرعية التالية للرض.

## التشخيص
يهدف الطاقم الطبي إلى تحديد ما إذا كانت النوبة ناتجة عن تغيير في الكيمياء الحيوية للمريض، مثل نقص صوديوم الدم. تُجرى الفحوصات والاختبارات العصبية لقياس مستويات الكهارل في الدم.
لا تنتج كل النوبات التي تحدث بعد الصدمة بسبب متلازمة النوبات التالية للصدمة. قد تنتج عن الاضطراب الصرعي الموجود بالفعل، والذي قد يكون هو سبب الصدمة. بالإضافة إلى ذلك، لا ينبغي الخلط بين النوبات التالية للصدمة والتشنجات الارتجاجية، والتي قد تتبع ارتجاج الدماغ على الفور، ولكنها ليست في الواقع نوبات صرعية أو عامل تنبؤي للإصابة بالصرع.
يستخدم التصوير العصبي لتوجيه العلاج. في كثير من الأحيان، يُجرى التصوير بالرنين المغناطيسي لأي مريض مصاب بمتلازمة النوبات التالية للصدمة، ولكن يمكن أيضًا استخدام التصوير المقطعي المحوسب الأقل حساسية والذي يكون الوصول إليه أسهل وأسرع.

## الوقاية
بعد فترة وجيزة من إصابات الدماغ الرضية، يُعطى المرضى دواءً مضادًا للاختلاج، لأن النوبات التي تحدث مبكرًا بعد الصدمة قد تزيد من تلف الدماغ الناتج عن نقص الأكسجة، والإفراط في إطلاق النواقل العصبية المثيرة، وزيادة متطلبات التمثيل الغذائي، وزيادة الضغط داخل القحف. الأدوية المستخدمة للوقاية من النوبات هي فالبروات الصوديوم، والفينيتوئين، والفينوباربيتالات. من المستحسن أن يبدأ العلاج بالأدوية المضادة للاختلاج في أسرع وقت ممكن بعد إصابات الدماغ الرضية. تختلف الوقاية من النوبات المبكرة عن النوبات المتأخرة، لأن الهدف الأول هو منع الضرر الناجم عن النوبات الصرعية، في حين أن الهدف الأخير هو منع حدوث مرض الصرع. تشير الأدلة القوية من التجارب السريرية إلى أن الأدوية المضادة للصرع التي تُعطى في غضون يوم واحد من الإصابة تمنع النوبات في غضون الأسبوع الأول من الإصابة، ولكن ليس بعد ذلك. مثلًا، وجدت مراجعة أجريت عام 2003 أن الفينيتوئين وقائي من متلازمة النوبات الصرعية التالية للصدمة المبكرة، ولكن من المحتمل ألا يكون وقائي للمتأخرة. عند الأطفال، قد تكون مضادات الاختلاج غير فعالة لكل من النوبات المبكرة والمتأخرة. يرتبط الاستخدام الوقائي للأدوية المضادة للصرع على مدى فترة طويلة بزيادة خطر النوبات لأسباب غير معروفة؛ لذلك يُنصح باستخدام الأدوية المضادة للصرع على نطاق واسع لفترة قصيرة بعد صدمة الرأس لمنع النوبات الفورية والمبكرة، ولكن ليس المتأخرة. لا يوجد علاج مقبول على نطاق واسع لمنع تطور الصرع. ومع ذلك، يمكن إعطاء الأدوية لعلاج المزيد من النوبات في حالة حدوث نوبات متأخرة.

## العلاج
غالبًا ما يصعب علاج النوبات التي تنتج عن إصابات الدماغ الرضية. تشمل الأدوية المضادة للصرع التي يمكن إعطاؤها عن طريق الوريد بعد الإصابة بفترة وجيزة الفينيتوئين وفالبروات الصوديوم والكاربامازيبين والفينوباربيتال. لا تمنع الأدوية المضادة للصرع جميع النوبات لدى جميع الأشخاص، ولكن عادةً ما يوقف الفينيتوئين وفالبروات الصوديوم النوبات الجارية.